# CDC34
CDC34 (англ. Cell division cycle 34) – білок, який кодується однойменним геном, розташованим у людей на короткому плечі 19-ї хромосоми. Довжина поліпептидного ланцюга білка становить 236 амінокислот, а молекулярна маса — 26 737.
| 10         |  | 20         |  | 30         |  | 40         |  | 50         |
| ---------- |  | ---------- |  | ---------- |  | ---------- |  | ---------- |
| MARPLVPSSQ |  | KALLLELKGL |  | QEEPVEGFRV |  | TLVDEGDLYN |  | WEVAIFGPPN |
| TYYEGGYFKA |  | RLKFPIDYPY |  | SPPAFRFLTK |  | MWHPNIYETG |  | DVCISILHPP |
| VDDPQSGELP |  | SERWNPTQNV |  | RTILLSVISL |  | LNEPNTFSPA |  | NVDASVMYRK |
| WKESKGKDRE |  | YTDIIRKQVL |  | GTKVDAERDG |  | VKVPTTLAEY |  | CVKTKAPAPD |
| EGSDLFYDDY |  | YEDGEVEEEA |  | DSCFGDDEDD |  | SGTEES     |  |            |

A: Аланін

C: Цистеїн

D: Аспарагінова кислота

E: Глутамінова кислота

F: Фенілаланін

G: Гліцин

H: Гістидин

I: Ізолейцин

K: Лізин

L: Лейцин

M: Метіонін

N: Аспарагін

P: Пролін

Q: Глутамін

R: Аргінін

S: Серин

T: Треонін

V: Валін

W: Триптофан

Кодований геном білок за функціями належить до трансфераз, фосфопротеїнів. 
Задіяний у таких біологічних процесах, як клітинний цикл, убіквітинування білків. 
Білок має сайт для зв'язування з АТФ, нуклеотидами. 
Локалізований у цитоплазмі, ядрі.